# Rels B
Rels B (* 18. Oktober 1993 in Palma; bürgerlich Daniel Heredia Vidal) ist ein spanischer Rapper, Songwriter und Musikproduzent.

## Karriere
Rels B wurde 1993 in Palma geboren. Bereits in seiner Jugend begann er erste Lieder zu produzieren. Mit 15 Jahren zog er zuhause aus und arbeitete als Maurer, um Geld für professionelle Musikaufnahmen zu verdienen.
Im Alter von 20 Jahren trat er erstmals selbst als Rapper auf und veröffentlichte 2014 mit Change or Die seine erste EP, welche großen Anklang in den sozialen Medien fand. 2015 folgte mit Player Hater sein erstes Studioalbum.
Mit seiner im Februar 2018 veröffentlichten Single Lejos de ti erreichte er erstmals die spanischen Singlecharts.
Im Jahr 2022 schaffte es sein Album Smile Bix :) bis in die Top 10 seiner Heimat.

## Diskografie

### Studioalben
| Jahr | Titel                 | Höchstplatzierung, Gesamtwochen, AuszeichnungChartsChartplatzierungen (Jahr, Titel, Platzierungen, Wochen, Auszeichnungen, Anmerkungen) | Anmerkungen                             |
| Jahr | Titel                 | ES | Anmerkungen                             |
| ---- | --------------------- | --- | --------------------------------------- |
| 2019 | Happy Birthday Flakko | ES66 (23 Wo.)ES | Erstveröffentlichung: 17. Oktober 2019  |
| 2020 | La Isla LP            | ES12 Gold · (109 Wo.)ES | Erstveröffentlichung: 26. Dezember 2020 |
| 2022 | Smile Bix :)          | ES6 (7 Wo.)ES | Erstveröffentlichung: 25. März 2022     |
| 2023 | Afrolova’ 23          | ES3 Gold · (59 Wo.)ES | Erstveröffentlichung: 21. Juli 2023     |
| 2024 | A New Star (1993)     | ES2 Gold · (… Wo.)ES | Erstveröffentlichung: 26. April 2024    |
| 2025 | Afrolova’ 25          | ES6 (… Wo.)ES | Erstveröffentlichung: 20. Juni 2025     |

Weitere Studioalben
- 2015: Player Hater
- 2016: Boys Don’t Cry
- 2018: Flakk Daniel’s LP

### EPs
| Jahr | Titel     | Höchstplatzierung, Gesamtwochen, AuszeichnungChartsChartplatzierungen (Jahr, Titel, Platzierungen, Wochen, Auszeichnungen, Anmerkungen) | Anmerkungen                             |
| Jahr | Titel     | ES | Anmerkungen                             |
| ---- | --------- | --- | --------------------------------------- |
| 2024 | Nostalgia | ES18 (6 Wo.)ES | Erstveröffentlichung: 13. Dezember 2024 |

Weitere EPs
- 2014: Change or Die

### Singles
| Jahr | Titel Album                                          | Höchstplatzierung, Gesamtwochen, AuszeichnungChartplatzierungen (Jahr, Titel, Album, Platzierungen, Wochen, Auszeichnungen, Anmerkungen) | Höchstplatzierung, Gesamtwochen, AuszeichnungChartplatzierungen (Jahr, Titel, Album, Platzierungen, Wochen, Auszeichnungen, Anmerkungen) | Anmerkungen                                                    |
| Jahr | Titel Album                                          | ES | Latin | Anmerkungen                                                    |
| --- | ---------------------------------------------------- | --- | --- | -------------------------------------------------------------- |
| 2018 | Lejos de ti Flakk Daniel’s LP                        | ES88 Platin · (1 Wo.)ES | — | Erstveröffentlichung: 18. Februar 2018                         |
| 2019 | A mí –                                               | ES51 ×4Vierfachplatin · (4 Wo.)ES | — | Erstveröffentlichung: 21. Februar 2019                         |
| 2019 | Dime cuantas veces –                                 | ES33 ×2Doppelplatin · (17 Wo.)ES | Latin— GoldLatin | Erstveröffentlichung: 30. April 2019                           |
| 2019 | Mejor no nos vemos –                                 | ES46 Platin · (5 Wo.)ES | — | Erstveröffentlichung: 23. Mai 2019                             |
| 2019 | ¿Cómo te va, querida? Happy Birthday Flakko          | ES30 Platin · (10 Wo.)ES | — | Erstveröffentlichung: 18. Juli 2019                            |
| 2019 | La latina Happy Birthday Flakko                      | ES31 Gold · (6 Wo.)ES | — | Erstveröffentlichung: 18. September 2019                       |
| 2019 | Orgullo Happy Birthday Flakko                        | ES46 (2 Wo.)ES | — | Erstveröffentlichung: 10. Oktober 2019                         |
| 2020 | No se perdona –                                      | ES64 Gold · (1 Wo.)ES | — | Erstveröffentlichung: 2. April 2020 mit Nathy Peluso           |
| 2020 | Aleluya (Pt. 2) –                                    | ES86 (1 Wo.)ES | — | Erstveröffentlichung: 24. April 2020                           |
| 2020 | No te imaginas La Isla LP                            | ES55 (2 Wo.)ES | — | Erstveröffentlichung: 28. Juni 2020 mit Morad                  |
| 2020 | Un verano en Mallorca La Isla LP                     | ES93 Gold · (1 Wo.)ES | — | Erstveröffentlichung: 8. Juli 2020                             |
| 2020 | Me olvidé de los 2 La Isla LP                        | ES92 Platin · (1 Wo.)ES | — | Erstveröffentlichung: 15. Dezember 2020                        |
| 2020 | Yo tengo un ángel La Isla LP                         | ES79 (2 Wo.)ES | — | Erstveröffentlichung: 23. Dezember 2020                        |
| 2021 | Como antes –                                         | ES65 Platin · (2 Wo.)ES | — | Erstveröffentlichung: 5. Mai 2021                              |
| 2021 | Shorty que te vaya bn <3 –                           | ES38 Platin · (5 Wo.)ES | — | Erstveröffentlichung: 29. September 2021                       |
| 2022 | 100 Tracks Smile Bix :)                              | ES74 (1 Wo.)ES | — | Erstveröffentlichung: 3. März 2022                             |
| 2022 | Cómo dormiste? –                                     | ES8 ×4Vierfachplatin · (28 Wo.)ES | — | Erstveröffentlichung: 4. August 2022                           |
| 2022 | Pa quererte –                                        | ES17 ×2Doppelplatin · (16 Wo.)ES | — | Erstveröffentlichung: 4. November 2022                         |
| 2023 | Yo pr1mero –                                         | ES54 Gold · (3 Wo.)ES | — | Erstveröffentlichung: 30. Januar 2023                          |
| 2023 | Lo que hay x aquí –                                  | ES29 ×2Doppelplatin · (8 Wo.)ES | — | Erstveröffentlichung: 3. März 2023                             |
| 2023 | Sin gato (miau!) Afrolova’ 23                        | ES50 Gold · (3 Wo.)ES | — | Erstveröffentlichung: 25. Mai 2023                             |
| 2023 | Spanish Teteo –                                      | ES44 Gold · (2 Wo.)ES | — | Erstveröffentlichung: 8. September 2023 mit Rvfv & Omar Montes |
| 2024 | Ni 1 complejo –                                      | ES70 (1 Wo.)ES | — | Erstveröffentlichung: 1. Februar 2024                          |
| 2024 | La vida sin ti A New Star (1993)                     | ES7 Platin · (13 Wo.)ES | — | Erstveröffentlichung: 22. April 2024 mit Lia Kali              |
| 2024 | Balearico Nostalgia                                  | ES72 (2 Wo.)ES | — | Erstveröffentlichung: 28. August 2024                          |
| 2024 | Te regalo Nostalgia                                  | ES3 Gold · (24 Wo.)ES | — | Erstveröffentlichung: 4. Dezember 2024 mit J Abecia            |
| 2025 | Corazón Puro –                                       | ES9 Gold · (15 Wo.)ES | — | Erstveröffentlichung: 24. Januar 2025 mit Rvfv & Morad         |
| Folgende Lieder erschienen nicht als Single, wurden aber durch das Album zum Download und Streaming bereitgestellt und konnten somit eine Platzierung erlangen: |                                                      | | |                                                                |
| |                                                      | | |                                                                |
| 2018 | Buenos genes Flakk Daniel’s LP                       | ES92 ×2Doppelplatin · (1 Wo.)ES | — |                                                                |
| 2019 | Otro cheke Happy Birthday Flakko                     | ES41 (1 Wo.)ES | — | mit Duki & The Rudeboyz                                        |
| 2019 | Si no te veo Happy Birthday Flakko                   | ES63 Gold · (1 Wo.)ES | — |                                                                |
| 2019 | ¿Y tú qué? Happy Birthday Flakko                     | ES82 (1 Wo.)ES | — |                                                                |
| 2019 | Quédate, te quiero Happy Birthday Flakko             | ES92 (1 Wo.)ES | — |                                                                |
| 2020 | Pa que no te duermas Descanso en poder               | ES47 Gold · (2 Wo.)ES | — | mit Dellafuente                                                |
| 2023 | Un rodeoooo Afrolova’ 23                             | ES40 ×2Doppelplatin · (13 Wo.)ES | — |                                                                |
| 2023 | Solita y sueltaaa Afrolova’ 23                       | ES53 (2 Wo.)ES | — |                                                                |
| 2024 | Un Desperdicio A New Star (1993)                     | ES22 Gold · (5 Wo.)ES | Latin49 (1 Wo.)Latin | mit Junior H                                                   |
| 2024 | Caída del cielo <3 A New Star (1993)                 | ES35 Gold · (3 Wo.)ES | — |                                                                |
| 2024 | Detrás del DJ A New Star (1993)                      | ES38 Gold · (3 Wo.)ES | — |                                                                |
| 2024 | A New Star (1993)                                    | ES29 Platin · (8 Wo.)ES | — |                                                                |
| 2024 | Pretty Girl A New Star (1993)                        | ES51 Gold · (4 Wo.)ES | — | feat. Tempoe                                                   |
| 2024 | Rapeadita Love A New Star (1993)                     | ES56 (1 Wo.)ES | — |                                                                |
| 2024 | 1 de enero, puntacana A New Star (1993)              | ES58 (1 Wo.)ES | — |                                                                |
| 2024 | Ocean Piano ))))) A New Star (1993)                  | ES74 (1 Wo.)ES | — |                                                                |
| 2024 | Se apaga // me apago A New Star (1993)               | ES77 (1 Wo.)ES | — |                                                                |
| 2024 | El último del contrato A New Star (1993)             | ES80 (1 Wo.)ES | — |                                                                |
| 2024 | Como un velaro (Interlude) A New Star (1993)         | ES86 (1 Wo.)ES | — |                                                                |
| 2024 | Foro sol A New Star (1993)                           | ES93 (1 Wo.)ES | — |                                                                |
| 2024 | 1000 millones Nostalgia                              | ES42 (1 Wo.)ES | — |                                                                |
| 2025 | Carita angelikal Afrolova’ 25                        | ES31 (4 Wo.)ES | — | feat. Kapo                                                     |
| 2025 | Uyuni Afrolova’ 25                                   | ES58 (2 Wo.)ES | — |                                                                |
| 2025 | Tu vas sin (Fav) Afrolova’ 25                        | ES1 Platin · (… Wo.)ES | — |                                                                |
| 2025 | Mis días a tu suerte Afrolova’ 25                    | ES73 (2 Wo.)ES | — |                                                                |
| 2025 | La propuesta Afrolova’ 25                            | ES84 (1 Wo.)ES | — | feat. Los Sufridos                                             |
| 2025 | Que todo siga igual,,, o que vaya mejor Afrolova’ 25 | ES96 (1 Wo.)ES | — |                                                                |

Weitere Singles
- 2017: Girlfriend (mit Maikel Delacalle, ES: Platin)
- 2017: Es mejor (ES: Gold)
- 2018: Euromillón (ES: Platin)
- 2020: Cuando quieras (ES: Gold)
- 2021: Se Me Olvidó (mit Gera MX, ES: Gold)
- 2022: No sabe igual (ES: Gold)
- 2023: Por dentro (mit Kenia Os)

### Gastbeiträge
| Jahr | Titel Album                     | Höchstplatzierung, Gesamtwochen, AuszeichnungChartsChartplatzierungen (Jahr, Titel, Album, Platzierungen, Wochen, Auszeichnungen, Anmerkungen) | Anmerkungen                                                        |
| Jahr | Titel Album                     | ES | Anmerkungen                                                        |
| --- | ------------------------------- | --- | ------------------------------------------------------------------ |
| 2021 | Me gustas natural Sauce Boyz 2  | ES76 ×3Dreifachplatin · (3 Wo.)ES | Erstveröffentlichung: 1. Dezember 2021 Eladio Carrión feat. Rels B |
| 2023 | Qué le pasa conmigo? Alma       | ES32 Platin · (4 Wo.)ES | Erstveröffentlichung: 19. April 2023 Nicki Nicole feat. Rels B     |
| 2023 | Miamor Alpha                    | ES9 ×2Doppelplatin · (19 Wo.)ES | Erstveröffentlichung: 24. August 2023 Aitana feat. Rels B          |
| 2024 | Yotuloko –                      | ES18 Platin · (17 Wo.)ES | Erstveröffentlichung: 11. Juli 2024 Omar Montes feat. Rels B       |
| 2024 | Mi cuarto Gotti B               | ES55 (2 Wo.)ES | Erstveröffentlichung: 24. Oktober 2024 Tiago PZK feat. Rels B      |
| Folgende Lieder erschienen nicht als Single, wurden aber durch das Album zum Download und Streaming bereitgestellt und konnten somit eine Platzierung erlangen: |                                 | |                                                                    |
| |                                 | |                                                                    |
| 2021 | Yin yan Temporada de reggaetón  | ES28 Gold · (7 Wo.)ES | Duki feat. Rels B                                                  |
| 2022 | Mi luz Nastu                    | ES9 ×8Achtfachplatin · (127 Wo.)ES | Rvfv feat. Rels B                                                  |
| 2024 | Los días contados Buenas noches | ES5 Gold · (8 Wo.)ES | Quevedo feat. Rels B                                               |

## Auszeichnungen für Musikverkäufe
| Goldene Schallplatte - Mexiko - 2021: für die Single Aleluya (Pt.2) - 2021: für die Single Un verano En Mallorca - 2021: für die Single No te imaginas - 2023: für die Single Qué le pasa conmigo? - 2025: für das Lied Yin yan - 2025: für das Lied Sonríe <3 - 2025: für das Lied Sin gato (miau!) - 2025: für das Lied Afrolova’ - Spanien - 2024: für das Lied Diles - 2024: für das Lied Reina de pikas - 2024: für das Lied Tienes el don - 2024: für das Lied Vamos a mirarmos - 2024: für das Lied Afrolova’ - 2024: für das Lied Sonríe <3 - 2024: für das Lied Baila Más - 2025: für das Lied Love It - 2025: für das Lied La Prisión Platin-Schallplatte - Mexiko - 2021: für die Single Cuando quieras - 2021: für das Album Happy Birthday Flakko - 2022: für die Single Orgullo - 2022: für die Single La latina - 2022: für die Single Aleluya (Remix) - 2022: für das Lied Love It - 2023: für die Single No se perdona - 2024: für die Single Se Me Olvidó - 2025: für das Lied Un rodeoooo - 2025: für die Single La vida sin ti - Spanien - 2024: für das Lied Sin mirar las señales - 2024: für das Lied La última canción - Vereinigte Staaten - 2024: für die Single Qué le pasa conmigo? (Latin) | 3× Goldene Schallplatte - Mexiko - 2021: für die Single ¿Cómo te va, querida? - 2023: für das Lied La última canción 2× Platin-Schallplatte - Mexiko - 2025: für die Single Me gustas natural 5× Goldene Schallplatte - Mexiko - 2025: für das Lied Por dentro - 2025: für das Lied Un Desperdicio - 2025: für die Single Pa quererte 7× Goldene Schallplatte - Mexiko - 2021: für die Single A mí - 2025: für die Single Lo que hay x aquí 4× Platin-Schallplatte - Mexiko - 2023: für das Lied Sin mirar las señales - 2025: für die Single Cómo dormiste? |

Anmerkung: Auszeichnungen in Ländern aus den Charttabellen bzw. Chartboxen sind in ebendiesen zu finden.
| Land/RegionAuszeichnungen für Musikverkäufe (Land/Region, Auszeichnungen, Verkäufe, Quellen) | Gold       | Platin       | Verkäufe  | Quellen             |
| -------------------------------------------------------------------------------------------- | ---------- | ------------ | --------- | ------------------- |
| Mexiko (AMPROFON)                                                                            | 15× Gold15 | 34× Platin34 | 4.270.000 | amprofon.com.mx     |
| Spanien (Promusicae)                                                                         | 32× Gold32 | 46× Platin46 | 3.770.000 | elportaldemusica.es |
| Vereinigte Staaten (RIAA)                                                                    | Gold1      | Platin1      | 90.000    | riaa.com            |
| Insgesamt                                                                                    | 48× Gold48 | 81× Platin81 |           |                     |